# Związek gmin Rheinmünster-Lichtenau
Związek gmin Rheinmünster-Lichtenau – związek gmin (niem. Gemeindeverwaltungsverband) w Niemczech, w kraju związkowym Badenia-Wirtembergia, w rejencji Karlsruhe, w regionie Mittlerer Oberrhein, w powiecie Rastatt. Siedziba związku znajduje się w miejscowości Rheinmünster, przewodniczącym jego jest Helmut Pautler.
Związek zrzesza jedno miasto i jedną gminę wiejską:
- Lichtenau, miasto, 4 980 mieszkańców, 27,62 km²
- Rheinmünster, 6 646 mieszkańców, 42,47 km²